# Фоант Мілетський
Фоант (дав.-гр. Θόας) — тиран давньогрецького міста Мілет, що правив на початку VI ст. до н. е.
Спирався на великих землевласників, лихварів і судновласників, чиї багатства зростали завдяки розвитку морської торгівлі, що їх мілетяни іронічно називали «вічними плавцями» (дав.-гр. Αειναυται).